# Dereg
Deregul sau dirigul este denumirea stâlpului de pridvor al casei tradiționale românești. 
Stâlpul de pridvor se numea dereg mai cu seamă atunci când nu era fasonat, lemnul fiind pus în starea lui naturală, adică fără decorații sculptate sau traforate.